# St Catharine’s College (Cambridge)
St Catharine’s – jedno z kolegiów (ang. colleges) Uniwersytetu w Cambridge w Anglii, ufundowane w roku 1473.
Podobnie jak wszystkie pozostałe 30 kolegiów, St Catharine’s jest niezależną, samorządną instytucją, dysponującą własnym majątkiem i samodzielnie pozyskującą fundusze oraz prowadzącą nabór studentów.
Pełna, oficjalna nazwa Kolegium to: Kolegium albo Aula Świętej Katarzyny Dziewicy w Uniwersytecie Cambridge (The College or Hall of Saint Catharine the Virgin in the University of Cambridge). Nazwa potoczna to Cats.

## Historia
Założycielem St Catharine’s College był Robert Woodlark, rektor (Provost)  King’s College. Powstanie Kolegium, noszącego początkowo (do roku 1860) nazwę St Catharine’s Hall, ogłoszono w dniu patronki, św. Katarzyny Aleksandryjskiej - 25 listopada 1473 roku. Fundacja Kolegium została potwierdzona aktem króla Edwarda IV z roku 1475. Zgodnie z życzeniem fundatora pierwotną formą Kolegium była niewielka społeczność duchownych, których zadaniem była modlitwa za jego duszę oraz kształcenie się w dziedzinie filozofii i teologii. Tak nakreślone cele istnienia Kolegium oznaczały, iż początkowo przyjmowało ono jedynie studentów wyższych poziomów studiów pomijając kształcenie na poziomie licencjackim. Dopiero trudności finansowe, jakie dosięgły Kolegium w okresie Reformacji, zmusiły je do rozszerzenia naboru o studentów początkowych lat studiów.
XVII wiek, po roku 1626, był dla Kolegium okresem rozwoju zakłóconym jedynie usunięciem z Uniwersytetu jego rektora i wszystkich członków w trakcie angielskiej wojny domowej. W tym czasie przyjmowano rocznie 20-30 nowych studentów . W latach 1673–1704 miała miejsce duża przebudowa, która nadała jego zabudowaniom obecny kształt.
W roku 1861 konflikt o stanowisko rektora St Catharine’s (tzw. Robinson Vote) doprowadził do zapaści Kolegium trwającej aż do wybuchu I wojny światowej. Reputacja Kolegium podupadła tak bardzo, że około roku 1880 pojawił się nawet postulat jego połączenia z King’s College. Otaczająca St Catharine’s zła sława powodowała spadek napływu i poziomu nowych studentów.

## Współczesność
Kolegium przyjmuje studentów na wszystkie kierunki dostępne na Uniwersytecie z wyjątkiem architektury, pedagogiki, filologii obcych i historii sztuki. Studenci przyjmowani są niezależnie od kraju pochodzenia. W roku akademickim 2015-16 w St Catharine’s studiowało 472 studentów studiów licencjackich,  48 – magisterskich i  116 – doktoranckich .
Według rankingu Tompkins Table szeregującego kolegia Uniwersytetu w Cambridge według wyników uzyskiwanych od roku 1997 na egzaminach przez ich członków będących studentami studiów licencjackich, St Catharine’s zajęło w 2016 roku 17. miejsce - 24,6% jego studentów uzyskało najwyższe noty (Firsts) . Najwyższą – 1. – pozycję Kolegium zajęło w roku 2005, a średnia zajmowana pozycja to 10,4.
Roczne koszta utrzymania Kolegium wyniosły w roku akademickim 2015-16  10,945 mln £. Wartość należących do St Catharine’s inwestycji - nieruchomości i papierów wartościowych - wynosiła w tymże roku 104,847 mln £ .
St Catharine’s jest znane ze szczególnie silnych tradycji muzycznych. W jego obrębie istnieją między innymi dwa chóry, w tym pierwszy w Wielkiej Brytanii kolegialny chór żeński .
Kolegium siostrzanym dla St Catharine’s w Uniwersytecie Oksfordzkim jest Worcester College.

## Budynki
Kolegium zajmuje teren w centrum Cambridge w sąsiedztwie najstarszych kolegiów Uniwersytetu. Zabudowany jedynie z trzech stron główny dziedziniec St Catharine’s otwarty jest na ulicę Trumpington Street, od której oddziela go płot i brama. Pierwotne zabudowania Kolegium zostały rozebrane na początku XVII wieku.

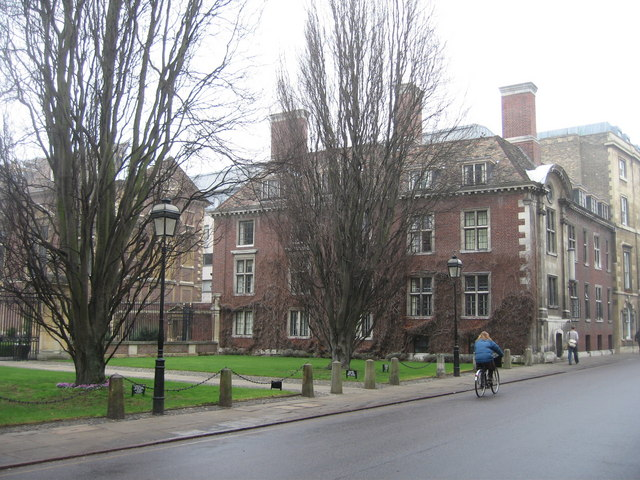
Hobson's Building

Budynek Hobson’s Building (od strony Trumpington Street, na prawo od bramy) zajmuje częściowo miejsce, w którym znajdowały się stajnie należące do Thomasa Hobsona (1544-1631), właściciela firmy zapewniającej konne połączenie między Cambridge a Londynem. Hobson trzymał się zasady, że wypożyczyć można tylko tego konia, który stoi najdłużej w stajni skąd wzięło się angielskie określenie Hobson's choice (pol. wybór Hobsona) oznaczające pozorną możliwość wyboru.

## Herb i święta patronka Kolegium
Herb St Catharine’s przedstawia na czerwonym polu złote koło tortur o ośmiu szprychach, z ostrzami na obwodzie. Według tradycji św. Katarzyna miała zostać skazana na śmierć przez łamanie kołem.
Srebrna pieczęć Kolegium, którą prawdopodobnie posługiwał się osobiście jego fundator , przedstawia klęczącą św. Katarzynę z kołem na plecach.